# Playa de Barranco Rubio
La playa de Barranco Rubio es una playa de arena perteneciente al término municipal de Orihuela Costa, en la localidad de  Dehesa de Campoamor, cerca de Pilar de la Horadada en el sur de la provincia de Alicante , cerca de la frontera con la comunidad autónoma de Región de Murcia en España.
Esta playa limita al norte con la playa de Campoamor (Playa de la Glea) y al sur con la playa de Mil Palmeras y tiene una longitud de 655 m, con una amplitud de 58 m.
Se sitúa en un entorno urbano, disponiendo de acceso por calle. Cuenta con paseo marítimo y aparcamiento delimitado. Dispone de acceso para personas con discapacidad. Es una playa balizada, con zona balizada para la salida de embarcaciones.
- Esta playa cuenta con el distintivo de Bandera Azul desde 2003